# Amixtlán (kommun)
Amixtlán är en kommun i Mexiko.   Den ligger i delstaten Puebla, i den sydöstra delen av landet, 150 km nordost om huvudstaden Mexico City.
Följande samhällen finns i Amixtlán:
- El Ocotal
- Mirasol
- Santa Cruz